# Координаційна теорія Вернера

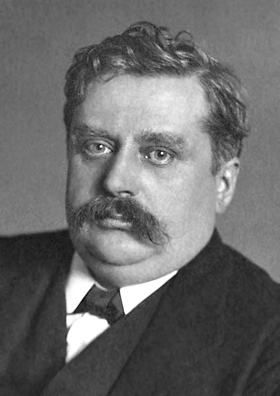
Альфред Вернер

Координаційна теорія Вернера (англ. Werner's coordination theory) — одна з перших теорій утворення координаційних сполук, розроблена швейцарським хіміком Альфредом Вернером.
Основними її положеннями є такі:
- більшість атомів проявляють у координаційних сполуках два типи валентності: основну (в сучасній термінології — ступінь  окиснення) та побічну (в сучасній термінології — координаційне число);
- кожен з атомів намагається, щоб обидва види валентності (основна та побічна) були насичені;
- побічні валентності мають чітке просторове спрямування.